# Pia Johansson (illustratör)
Pia Johansson, född 1966, är en svensk illustratör.